# Annita van Doorn
Annita van Doorn (Utrecht, 26 aprile 1983) è una pattinatrice di short track olandese.

## Palmarès
- Campionati mondiali

Sheffield 2011: argento nella staffetta 3.000 m.;
- Campionati europei

Sheffield 2007: bronzo staffetta 3.000 m.;
Ventspils 2008: oro nei 500 m.;
Torino 2009: bronzo nella staffetta 3.000 m.;
Dresda 2010: bronzo nella staffetta 3.000 m.;
Heerenveen 2011: oro nella staffetta 3000 m.;